# Martin Solveig
Martin Laurent Picandet (Párizs, 1976. szeptember 22. –), művésznevén Martin Solveig francia lemezlovas, zenei producer, énekes, dalszerző és rádiós műsorvezető.
1994 óta aktív, saját lemezkiadója (Mixture Stereophonic) és rádiós műsora (C'est La Vie) van. Dolgozott együtt olyan előadókkal, mint Ina Wroldsen, David Guetta, Jax Jones, Laidback Luke, Dragonette, Kele (a Bloc Party tagja) valamint Madonna. 2011-ben a DJ Mag magazin a világ 29. legjobb lemezlovasának választotta.
Legismertebb dalai: Hello (2010), Ready to Go (2011).

## Diszkográfia

### Stúdióalbumok
- Sur la terre (2002)
- Hedonist (2005)
- C'est la Vie (2008)
- Smash (2011)
- Back to Life (2023)